# 수풍선

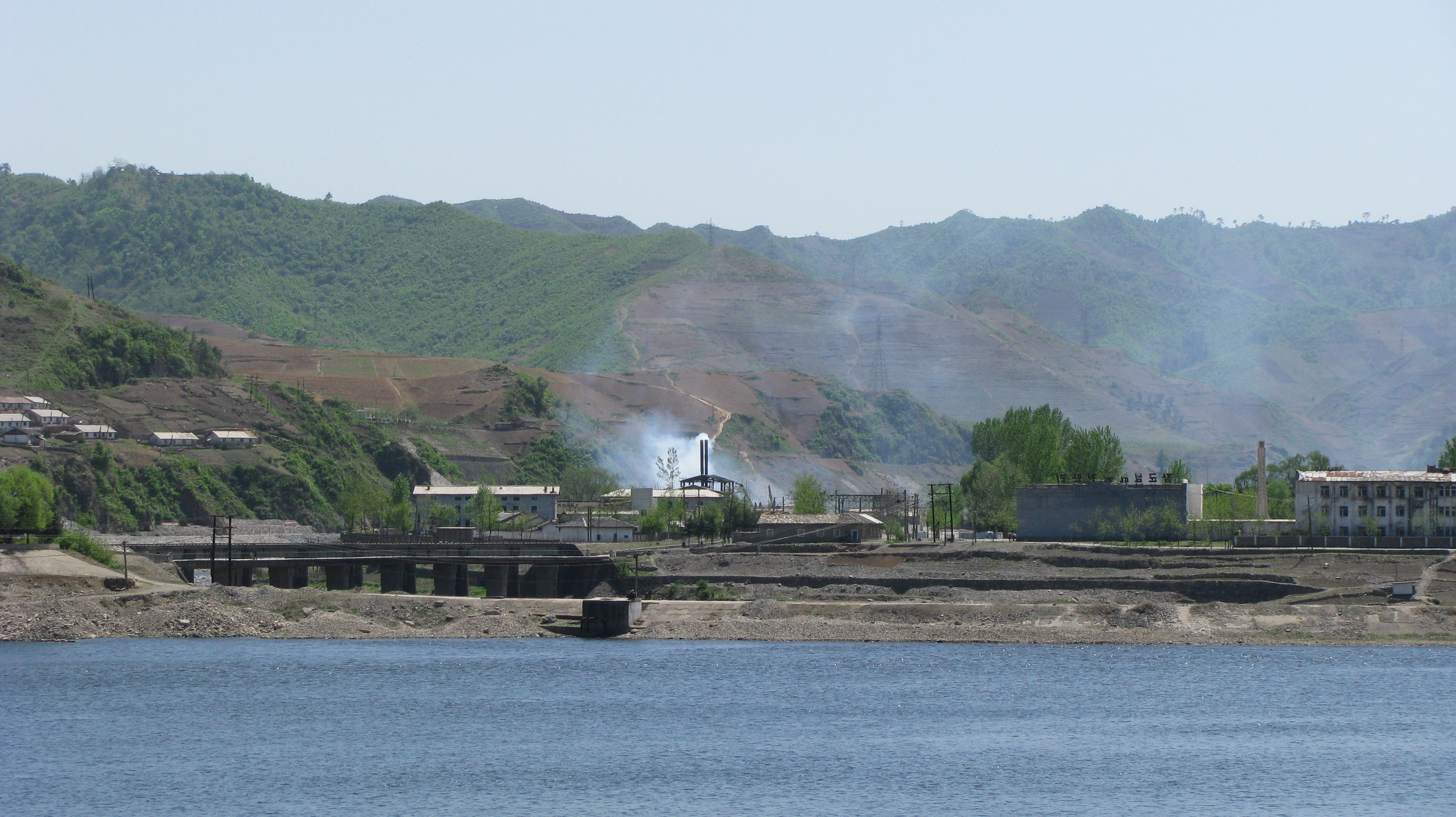

수풍선(水豊線)은 평안북도 삭주군에 있는 부풍역과 수풍역을 연결하는, 조선민주주의인민공화국의 철도노선이다. 이 노선은 1939년 9월 27일에 평북철도주식회사(平北鐵道株式會社)에 의하여 평북선의 전구간과 함께 사설철도로 개통되었다.

## 노선 정보
- 구간과 거리 : 부풍역~수풍역 2.5km
- 역 수 : 2개(양단역 포함)
- 궤도 간격 : 1435mm(표준궤)
- 전철화 구간 : 전 구간(직류 3000V)
- 복선 구간 : 없음

## 역 목록
- 부풍역(富豊驛)
- 수풍역(水豊驛)